# Сюзева (деревня)
Сюзева — упразднённая в 2005 году деревня в Пермском крае России. Входила на момент упразднения в Александровский муниципальный район (с 2019 года территория Александровского муниципального округа).

## География
Урочище расположено в северо-восточной части края, в предгорьях Среднего Урала, в подзоне средней тайги, на левом берегу реки Кыжьи, примерно в 750 метрах к востоку от урочища Пальники.
Климат
Климат характеризуется как умеренно континентальный, влажный, с холодной продолжительной снежной зимой и сравнительно коротким тёплым летом. Среднегодовая температура воздуха — −0,5…+0,5 °C. Средняя температура воздуха самого холодного месяца (января) — −16,5 °C (абсолютный минимум — −54 °С), средняя температура самого тёплого (июля) — +16,5 °С (абсолютный максимум — +36,5 °С). Годовое количество атмосферных осадков составляет около 600—800 мм, из которых большая часть выпадает в тёплый период. Снежный покров держится в течение 170—180 дней.

## История
На 2002 год входила в Лытвенский сельсовет, подчиненный администрации г. Александровск.
Сюзева, как и деревни Ерзовка, Камень, Башмаки, Кыжья, Пальники, Гляден, Мыс упразднены Законом Пермского края от 4 июля 2005 года № 2320-514

## Население
| 2002 |
| ---- |
| 0    |

## Транспорт
Просёлочная дорога.

## Топографические карты
- Лист карты O-40-31. Масштаб: 1 : 100 000. Состояние местности на 1982 год. Издание 1987 г.